# Мертл-Біч (Південна Кароліна)
Мертл-Біч (англ. Myrtle Beach) — прибережне курортне місто (англ. city) в США, в окрузі Горрі штату Південна Кароліна. Населення — 35 682 особи (2020). Місто фактично є центром агломерації Мертл-Біч та Гранд-Стренд — комплексу невеликих прибережних міст і островів, що розтягнулися від міста Літл Рівер до Джорджтауна (Південна Кароліна).

## Географія
Мертл-Біч розташований за координатами 33°42′39″ пн. ш. 78°53′9″ зх. д. / 33.71083° пн. ш. 78.88583° зх. д. (33.710801, -78.885862).  За даними Бюро перепису населення США в 2010 році місто мало площу 61,04 км², з яких 60,41 км² — суходіл та 0,63 км² — водойми.

### Клімат
| Клімат : Мертл-Біч      | Клімат : Мертл-Біч | Клімат : Мертл-Біч | Клімат : Мертл-Біч | Клімат : Мертл-Біч | Клімат : Мертл-Біч | Клімат : Мертл-Біч | Клімат : Мертл-Біч | Клімат : Мертл-Біч | Клімат : Мертл-Біч | Клімат : Мертл-Біч | Клімат : Мертл-Біч | Клімат : Мертл-Біч | Клімат : Мертл-Біч |
| Показник                | Січ.               | Лют.               | Бер.               | Квіт.              | Трав.              | Черв.              | Лип.               | Серп.              | Вер.               | Жовт.              | Лист.              | Груд.              | Рік                |
| Абсолютний максимум, °C | 28,3               | 29,4               | 34,4               | 35,6               | 38,3               | 41,1               | 40,0               | 41,1               | 38,9               | 36,7               | 31,7               | 28,9               | 41,1               |
| Середній максимум, °C   | 12,8               | 14,7               | 18,0               | 22,3               | 26,3               | 29,4               | 31,1               | 30,6               | 28,7               | 24,4               | 19,9               | 14,8               | 22,8               |
| Середній мінімум, °C    | 1,1                | 2,4                | 5,6                | 9,9                | 14,9               | 19,7               | 21,8               | 20,9               | 17,7               | 11,4               | 6,3                | 2,3                | 11,2               |
| Абсолютний мінімум, °C  | −15,6              | −11,7              | −11,1              | −5,6               | 1,7                | 5,6                | 10,6               | 12,8               | 7,2                | −5,6               | −8,9               | −13,3              | −15,6              |
| Норма опадів, мм        | 84                 | 87                 | 91                 | 64                 | 80                 | 111                | 144                | 157                | 161                | 99                 | 64                 | 83                 | 1225               |
| Днів з опадами          | 8,5                | 6,8                | 7,0                | 5,9                | 7,7                | 8,7                | 9,9                | 10,6               | 8,4                | 6,0                | 5,7                | 7,6                | 92,8               |
| Днів зі снігом          | 0                  | 0                  | 0                  | 0                  | 0                  | 0                  | 0                  | 0                  | 0                  | 0                  | 0                  | 0,1                | 0,1                |
| ----------------------- | ------------------ | ------------------ | ------------------ | ------------------ | ------------------ | ------------------ | ------------------ | ------------------ | ------------------ | ------------------ | ------------------ | ------------------ | ------------------ |
| Джерело:                |                    |                    |                    |                    |                    |                    |                    |                    |                    |                    |                    |                    |                    |

## Демографія
Згідно з переписом 2010 року, у місті мешкало 27 109 осіб у 12 113 домогосподарствах у складі 6323 родин. Густота населення становила 444 особи/км².  Було 23262 помешкання (381/км²).
Расовий склад населення:
| - 72,3 % — білих - 13,9 % — чорних або афроамериканців - 1,5 % — азіатів - 0,7 % — корінних американців - 0,3 % — вихідців з тихоокеанських островів - 8,7 % — осіб інших рас |

До двох чи більше рас належало 2,7 %. Частка іспаномовних становила 13,7 % від усіх жителів.
За віковим діапазоном населення розподілялося таким чином: 18,5 % — особи молодші 18 років, 66,4 % — особи у віці 18—64 років, 15,1 % — особи у віці 65 років та старші. Медіана віку мешканця становила 39,2 року. На 100 осіб жіночої статі у місті припадало 103,2 чоловіків;  на 100 жінок у віці від 18 років та старших — 103,1 чоловіків також старших 18 років.
Середній дохід на одне домашнє господарство  становив 60 896 доларів США (медіана — 36 514), а середній дохід на одну сім'ю — 76 746 доларів (медіана — 51 733). Медіана доходів становила 34 948 доларів для чоловіків та 30 925 доларів для жінок. За межею бідності перебувало 23,7 % осіб, у тому числі 40,0 % дітей у віці до 18 років та 10,5 % осіб у віці 65 років та старших.
Цивільне працевлаштоване населення становило 14 001 особа. Основні галузі зайнятості: мистецтво, розваги та відпочинок — 31,1 %, освіта, охорона здоров'я та соціальна допомога — 16,1 %, роздрібна торгівля — 13,6 %.

## Галерея

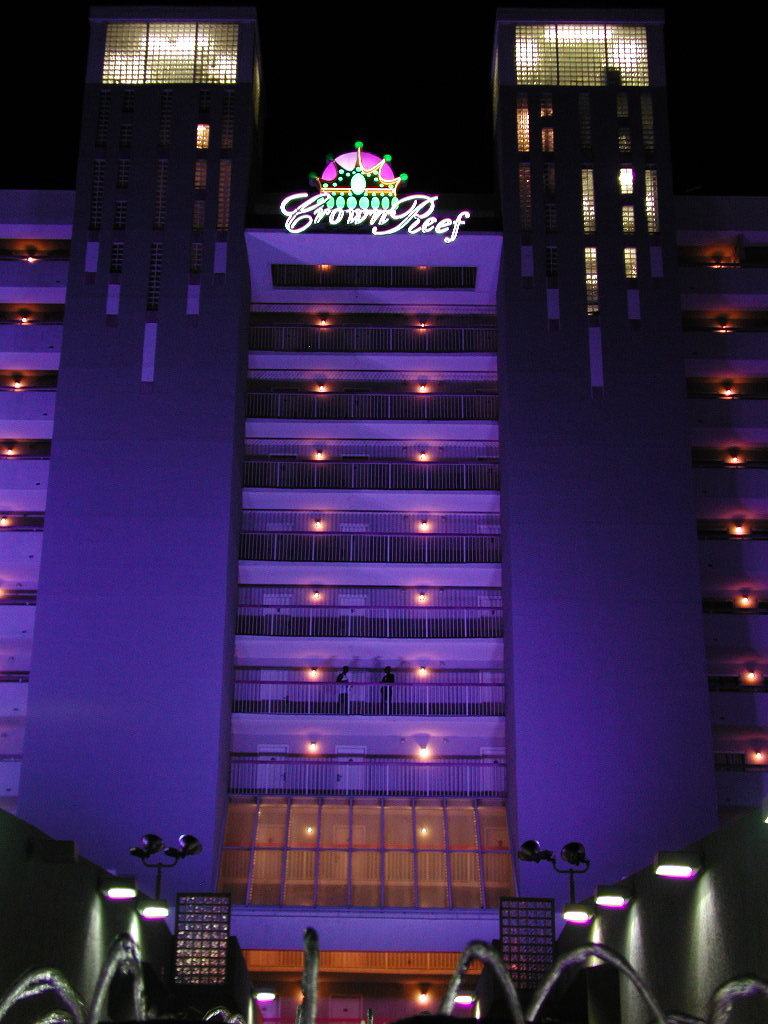
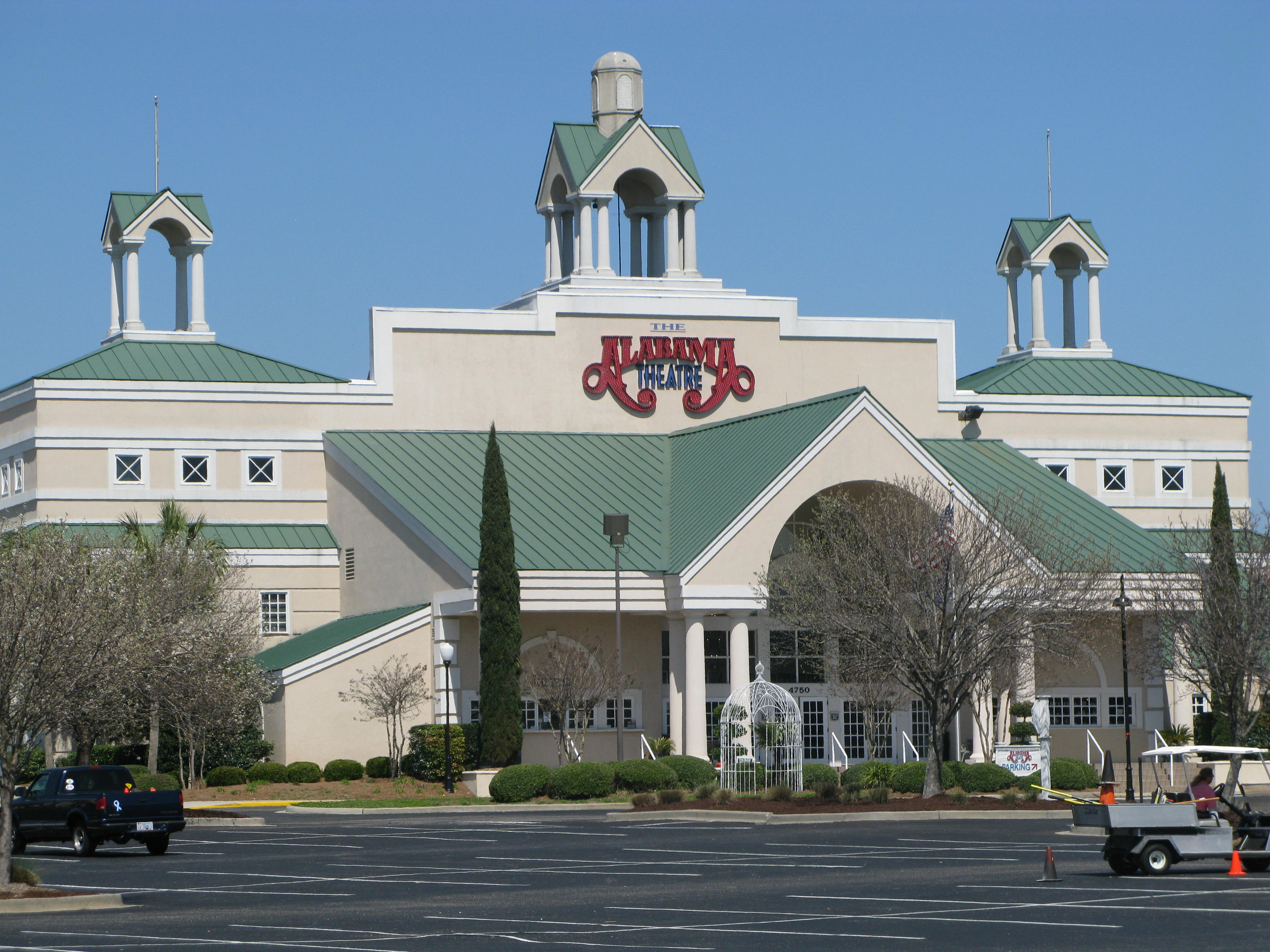
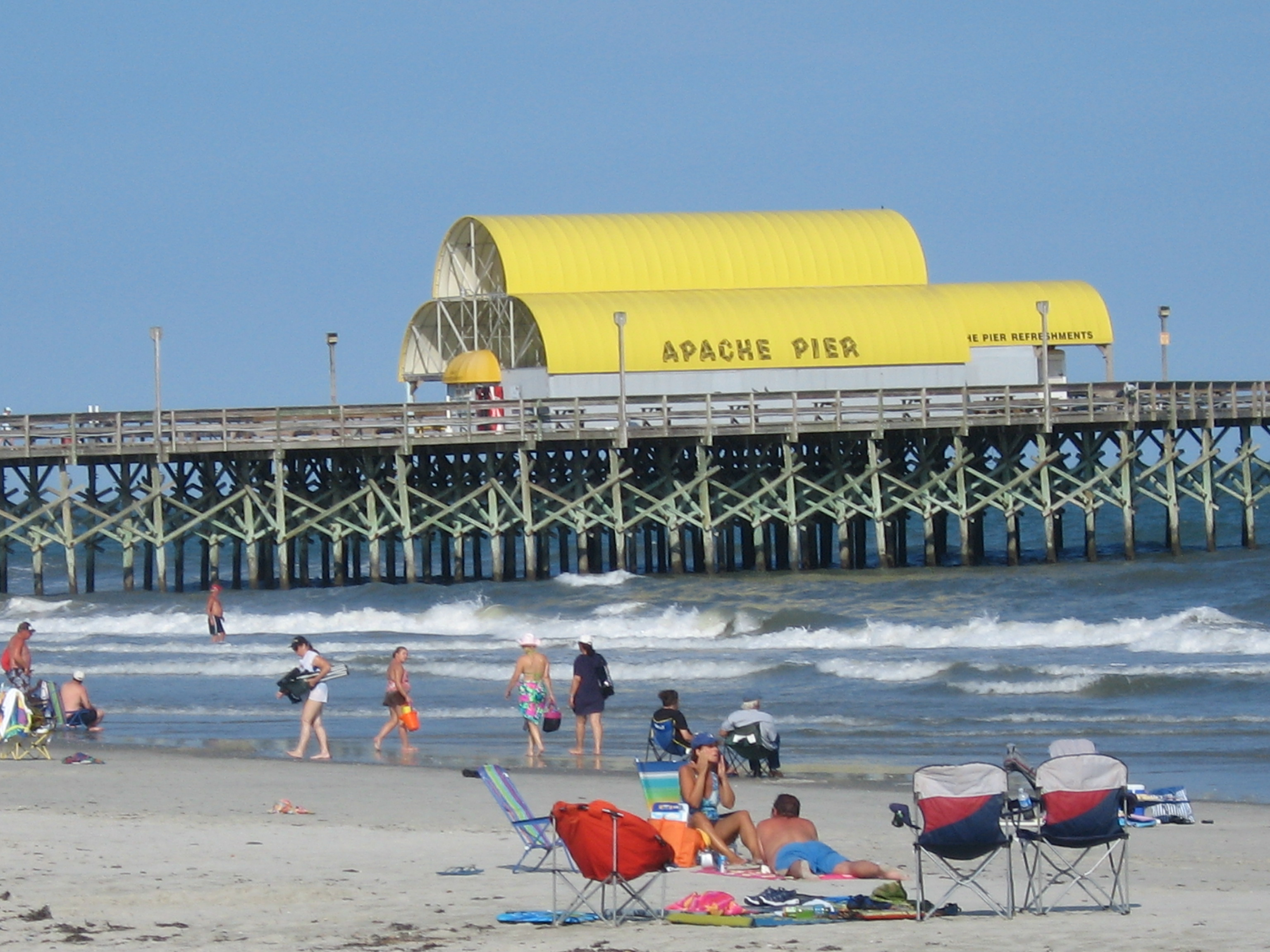
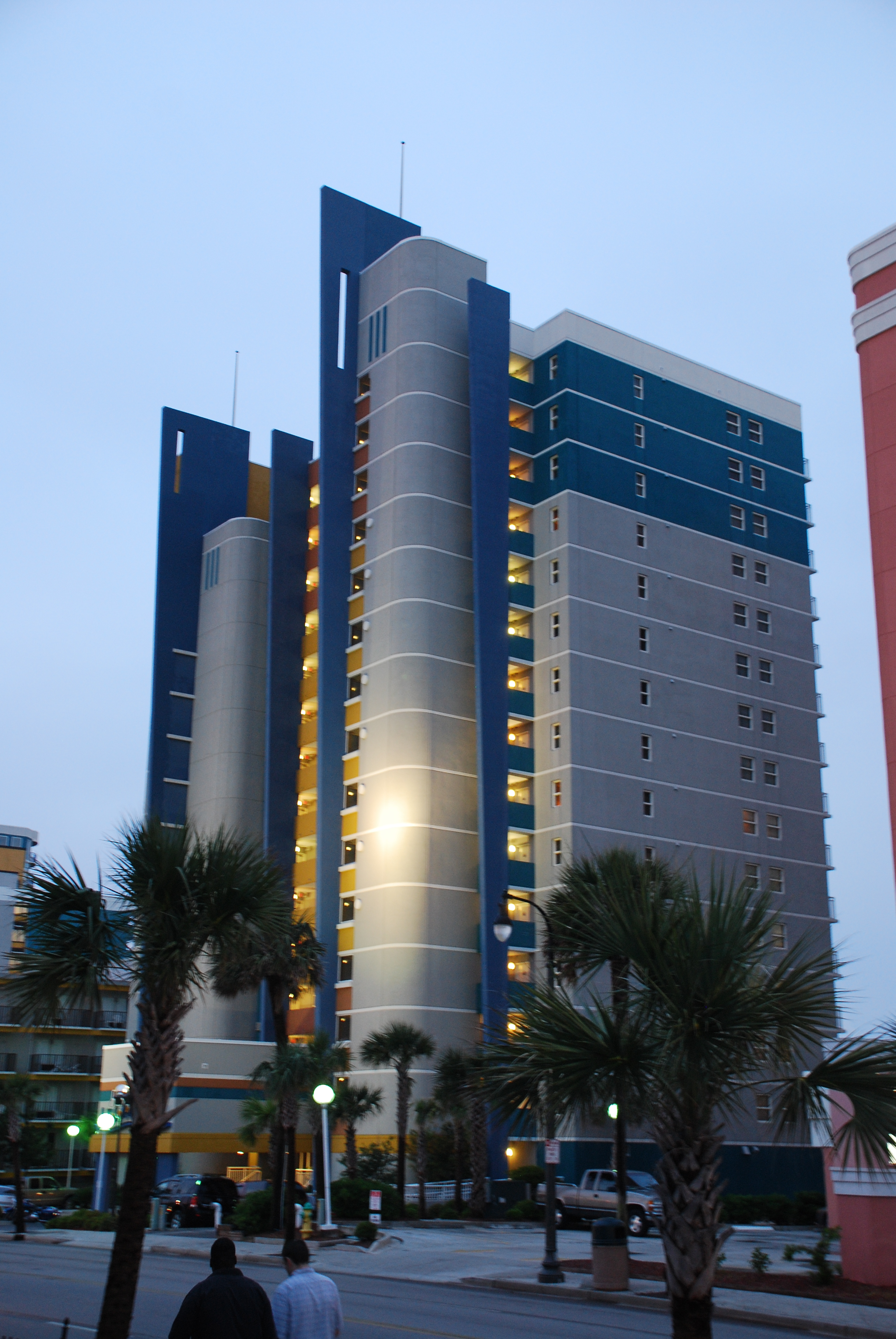